# Александровка (Луцкая городская община)
Алекса́ндровка (укр. Олександрівка) — село в Луцкой городской общине Луцкого района Волынской области Украины.
Код КОАТУУ — 0722881805. Население по переписи 2001 года составляет 112 человек. Почтовый индекс — 45623. Телефонный код — 332. Занимает площадь 0,633 км².